# Teruo Iwamoto
Teruo Iwamoto (岩本 輝雄, Iwamoto Teruo, Yokohama, 2 mei 1972) is een Japans voormalig voetballer die als middenvelder speelde.

## Japans voetbalelftal
Teruo Iwamoto debuteerde in 1994 in het Japans nationaal elftal en speelde 9 interlands, waarin hij 2 keer scoorde.

## Statistieken
| Japans voetbalelftal | Japans voetbalelftal | Japans voetbalelftal |
| Jaar                 | Wed.                 | Dlp.                 |
| -------------------- | -------------------- | -------------------- |
| 1994                 | 9                    | 2                    |
| Totaal               | 9                    | 2                    |